# (48794) Stolzová
(48794) Stolzová, désignation internationale (48794) Stolzova, est un astéroïde de la ceinture principale.

## Description
(48794) Stolzova est un astéroïde de la ceinture principale. Il fut découvert le 5 octobre 1997 à l'Observatoire Kleť par Jana Tichá et Miloš Tichý. Il présente une orbite caractérisée par un demi-grand axe de 2,86 UA, une excentricité de 0,03 et une inclinaison de 7,0° par rapport à l'écliptique.

## Compléments